# Grömbach
Grömbach es un municipio alemán de unos 680 habitantes perteneciente al distrito de Freudenstadt en el estado federado de Baden-Wurtemberg. Está ubicado a una altitud de 480 - 704 m s. n. m. en la Selva Negra Septentrional, aproximadamente 20 km al norte de Freudenstadt. La aldea fue mencionada por vez primera en un documento de donación del 14 de septiembre de 1075 que el rey Enrique IV otorgó al monasterio de Hirsau cerca de Calw. En este documento un cierto Buobo de Gruonbach es mencionado como testigo. Probablemente se trata de un noble alamán de la aldea que en aquel entonces ya existía bajo el nombre Gruonbach.